# Ganz schön schwanger
Ganz schön schwanger (Originaltitel: Notes from the Underbelly) ist eine US-amerikanische Sitcom, die beim Sender ABC, die am 12. April 2007 zum ersten Mal ausgestrahlt wurde.

## Handlung
Ganz schön schwanger handelt von der Lehrerin Lauren Stone, gespielt von Jennifer Westfeldt, und dem Landschaftsplaner Andrew Stone, der von Peter Cambor verkörpert wird. Zum perfekten Glück fehlt dem Ehepaar nur mehr ein eigenes Kind. Die Serie zeigt anhand von Episoden auf humorige Art Freud und Leid einer Schwangerschaft. Mit dabei sind der leichtlebige, beste Freund Denny (Michael Weaver) des Ehemanns, der sich plötzlich zurückgesetzt fühlt und Laurens beste Freundin Cooper (Rachael Harris), die kein Verständnis für den Tausch mit dem freien Leben aufbringt. Dagegen stehen die Freunde des Ehepaares Julie (Melanie Deanne Moore) und Eric (Sunkrish Bala) mit teilweise nervigem Rat und Tat zur Seite.

## Folgen
Insgesamt gab es 24 etwa 25 Minuten lange Folgen in zwei Staffeln. Deutsche Erstausstrahlung feierte die Sitcom am 6. November 2008 auf dem österreichischen Sender ATV.